# ニウエ・スター
ニウエ・スター (Niue Star)はニウエの週刊新聞。 1993年創刊。ニウエ唯一の新聞である。設立者、オーナー、編集者、ジャーナリスト、写真家はMichael Jacksonである。同紙はニウエとニュージーランドとオーストラリアで発売頒布されており、流通数は800部。英語とニウエ語で書かれている二か国語新聞である。
ニウエスターは、コンピューターやデジタルカメラや印刷機などの機材を準備したAESOPSの補助により設立された。AESOPSはジャクソンにジャーナリズムの専門教育も提供した。 彼は昔、かつて存在した政府の新聞Tohi Tala Niueの出版業者として働いていたが、自ら進んで個人としてニウエスターを立ち上げたのである。
同紙は、2004年にサイクロン・ヘタによって事務所兼印刷所が破壊されるまでは、アロフィで印刷されていた。破壊された後はオークランドへ移転した。
Michael Jacksonは以下のように述べている。
ニウエスターはコミュニティの新聞です。村の出来事、コミュニティの出来事、そして、髪を切るだとかピアスの穴をあけるだとかの、家族の興味を引くような記事が、今の主な情報です。この新聞の長所は、ニュージーランドとオーストラリアにいる僕らの家族みんなが、どのように、あー、何が故郷で起きているか読みたくて、そしてカラフルな写真を見たくて、ニウエスターを楽しみに待つ、という所です。これを、私の市場としているのです。
しかしながらJacksonは、同紙で政治的なニュースも扱っている("（も）しも政府が、えー、正しいことをしておらず、かつそれについて国民が知りたい場合、私はそれについて報道する、と主張します。")。さらに、同紙を通じて"ニウエ人がどこにいようが繋ぎ合わせる"ことを目標としている。ニウエ人の大多数（凡そ1000人）が出稼ぎのためにニウエ本国の外で生活しており、そのほとんどはニュージーランドにいる。そして、ニウエスターはニュージーランドのニウエ人コミュニティで発売頒布されている。
この新聞一紙に加え、ニウエには視聴覚的なニュースメディアもある。テレビニウエ (Television Niue) 及びラジオ局ラジオ・サンシャインである。